# Christoph Martin Wieland
Christoph Martin Wieland (Oberholzheim, 5 september 1733 – Weimar, 20 januari 1813) was een Duits schrijver uit het rococo. Hij vertegenwoordigt, als enige Duitse auteur van betekenis, een stroming die men humoristisch classicisme noemt.

## Biografie
Wieland is een dubbelzinnig auteur. Hij veranderde in de loop der jaren van levenshouding, op zoek naar een evenwicht tussen religie en wetenschap, tussen ernst en lichtzinnigheid, en tussen morele plicht en levensgenieten. Hij werd nabij Biberach geboren en streng piëtistisch opgevoed; hij leerde Latijn en ging in 1747 op internaat in Maagdenburg. In 1749 verbleef hij een jaar in Erfurt, maar hij keerde in 1750 naar Zwaben terug, alwaar hij zich met zijn nicht, Sophie Gutermann, verloofde. Dit zou hem er voor het eerst toe hebben aangezet, gedichten te schrijven. Vervolgens studeerde hij nog twee jaar recht in Tübingen: tijdens die periode begon hij een grote productiviteit aan de dag te leggen. Hij schreef epen en oden, veelal in hexameters, waarin hij een drammerige, zweverige christelijkheid aan de dag legde, die duidelijk door de Messias van Klopstock beïnvloed was. Deze gedichten wekten de interesse van Johann Jakob Bodmer: in 1752 nodigde Bodmer Wieland bij hem in Zürich uit.
Bodmer, de grote roerganger van de religieuze poëzie, was na een meningsverschil van Klopstock vervreemd geraakt, en hoopte nu in Wieland een nieuwe leerling te vinden, die de traditie van de transcendente, dweperige godsdienstgedichten kon verderzetten. Aanvankelijk lukte dit ook: zijn toneelstuk Der gepryfte Adam is een typisch voorbeeld van deze geforceerde religiositeit. Nadat zijn verloving in 1753 was beëindigd, vervreemdde echter ook Wieland zich meer en meer van Bodmer, al begon hij in eerste instantie juist hyperzweverig en zelotisch te schrijven, in werken die aangevuurd werden door zijn contacten met verlichte families in Zürich, in het bijzonder vrouwen. Het resultaat was een periode in de ontwikkeling van Wieland die zijn serafische stadium genoemd wordt. Geleidelijk aan week hij sterker van de leerstellingen van Bodmer af; in 1758 schreef hij het allereerste Duitse toneelstuk in blank vers, Lady Johanna Gray. Hij leerde in 1759 Julie Bondeli, een hechte vriendin, kennen, toen hij als privéleraar in Bern werkte.
Rond 1760 kwam een drastische ommekeer in de opvattingen van Wieland, niet het minst doordat hij geïnteresseerd geraakte in de roman en de 'lichte' kunstvormen van het Rococo. Vanaf 1762 begon hij de stukken van Shakespeare naar het Duits te vertalen; in totaal heeft hij er tweeëntwintig van vertaald. In 1760 verliet hij Zwitserland; hij was in Biberach tot senator verkozen. Tijdens deze jaren koos hij voor de roman: Der Sieg der Natur über die Schwärmerey is, zoals de titel al zegt, Wielands afrekening met de dweperigheid. In de plaats trad een door de Franse stijl geïnspireerde voorkeur voor lichtvoetige, dromerige dialogen, wat men 'geklets' zou kunnen noemen, zij het steeds strevend naar een zo esthetisch mogelijk effect. In Biberach had hij eerst een liefdesaffaire die een licht schandaal uitlokte, maar hij huwde in 1765 met Anna Dorothea von Hillenbrand. In datzelfde jaar publiceerde hij Comische Erzählungen, een bundel causerieën en anekdotes naar Frans model. In zijn tweeledige Bildungsroman Geschichte des Agathon zwoer hij de religieuze 'Schwärmerei' definitief af: dit is het verhaal van een jongeman uit de Griekse Oudheid die fanatieke ideeën heeft maar op de proef wordt gesteld door de staat en de liefde, terwijl hij krampachtig probeert de hedonistische raadslagen van een filosoof te negeren. De roman bevat ironische commentaren die aan Fielding doen denken.
Gedurende de jaren 60 was Wieland goed bevriend met graaf Stadion, een diplomaat die in Frankrijk had gewerkt; deze was onder de indruk van Wielands Agathon en bemiddelde voor hem aan de universiteit van Erfurt. In 1769 nam Wieland er een post als professor in de filosofie en de schone kunsten op. Zijn epische gedichten, zoals Musarion oder die Philosophie der Grazien en de Tasso-parodie Idris und Zenide, bouwden verder op zijn Rococo-ideeën, waarbij ernst en humor vrij door elkaar lopen en rationele personages irrationele handelingen stellen. Zijn beste epos is Oberon uit 1780, waarin elfen, ridders en magische taferelen de loop gelaten wordt, terwijl de verteltoon zoals steeds humoristisch en feeëriek blijft; verwijzingen naar Chaucer en Pope illustreren Wielands buitengewone belezenheid: hij was vertrouwd met zowat alle takken van de Europese literatuur.
Der goldene Spiegel, uit 1772, is een soort utopische roman over de ideale verlichte despoot; nadat de hertogin van Saksen-Weimar-Eisenach, Anna Amalia, het boek gelezen had, stelde ze Wieland voor, de persoonlijke mentor van prins Carl August te worden. Wieland bekleedde deze positie te Weimar van 1772 tot 1775. Vanaf 1773 gaf hij een literair tijdschrift uit, Der Teutsche Merkur, dat maandelijks verscheen. Door de Engelse literatuur te bevorderen, heeft Wieland de Duitse taal verrijkt, en door zijn vele Shakespeare-vertalingen heeft hij de Engelse auteurs ingang doen vinden in Duitsland. In 1774 publiceerde hij, in afleveringen, de satire Die Abderiten, eine sehr wahrscheinliche Geschichte, die pas in 1780 voltooid was en in 1781 compleet gepubliceerd werd. Het is een ironische schildering van de antieke stadstaat Abdera, een provinciaal, kleinburgerlijk staatje, dat bevolkt wordt door dwaze, lichtgelovige mensen die hun eigen domheid niet inzien. Wieland dacht hierbij aan Biberach terug.
In 1775 ging Wieland met pensioen. Hij had inmiddels een talrijk nakroost en schreef, teneinde zijn gezin te onderhouden, rustig verder, onderwijl de publicatie van Der Teutsche Merkur verzorgend. In 1797 kocht hij het landgoed Oßmannstedt, waar hij andere schrijvers ontving en een uitgebreide correspondentie voerde. Heinrich von Kleist was te gast bij hem en hij was een van de eersten die Kleists talent erkenden. Ook Sophie Gutermann, inmiddels tot Sophie von La Roche omgedoopt, kwam hem daar opnieuw (na hun ontmoeting in Biberach) opzoeken. In Oßmannstedt hield Wieland zich hoofdzakelijk met het vertalen van antieke werken, waaronder Cicero, onledig. In Agathodämon, zijn belangrijkste rijpe werk, grijpt Wieland terug naar een ietwat belerende toon: hier ontvouwt zich een Verlichtings-ideaal, gestoeld op rede en redelijkheid, dat het christendom met de redelijkheid vereenzelvigt.
In 1801 overleed Wielands gade; hij ging weer in Weimar wonen en werd er vrijmetselaar. In die laatste jaren kwam er een zekere toenadering tot Goethe, die hem voorheen, met Götter, Helden und Wieland, geridiculiseerd had. Toen Wieland stierf in 1813, was het Goethe die hem een laatste eerbetoon bracht: Goethe was tevens zeer enthousiast over Wielands Oberon uit 1780, en zond hem ervoor een lauwerkrans toe.
De receptie van Wieland is sinds de Romantiek zeer slecht geweest: zijn lichtzinnigheid werd door de romantici gehekeld en bespot, en tijdens het realisme en naturalisme had men geen boodschap aan zijn sprookjesachtige taferelen. Daarenboven gold Wielands Rococo-stijl als onverenigbaar met de Duitse, ernstige inborst. Pas na de Tweede Wereldoorlog is zijn ironische gave gerehabiliteerd; men begrijpt hem nu als een belangrijk, pan-Europees exponent van een stroming waartoe ook Laurence Sterne behoorde. Hij was een kosmopoliet, en als dusdanig de enige Duitse Rococo-auteur van betekenis.

## Werken

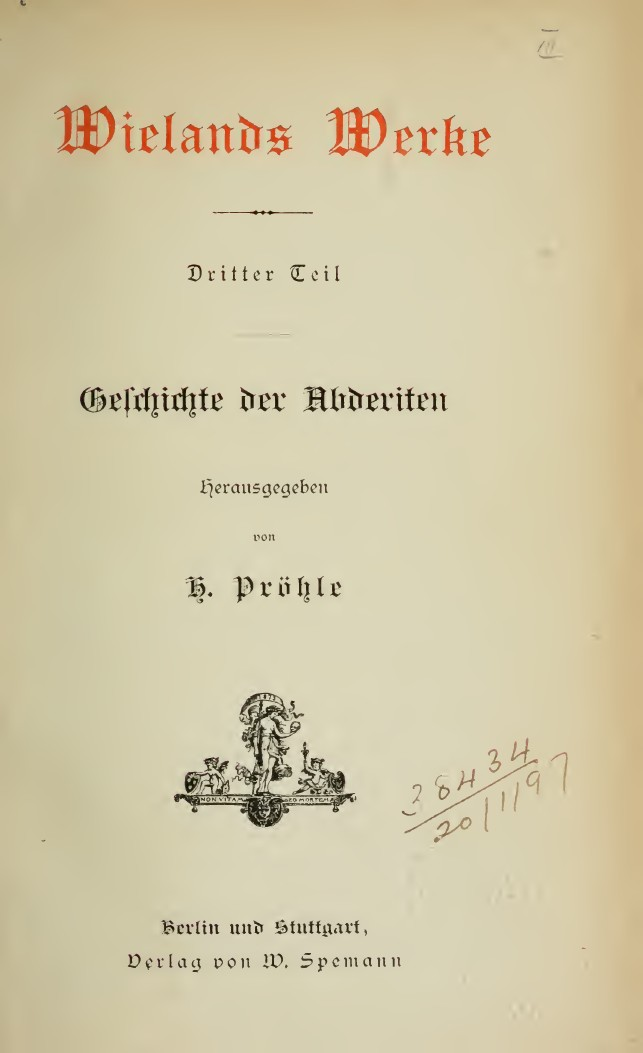
Geschichte der Abderiten (1887)

- 1753 Briefe von Verstorbenen (proza)
- 1753 Der gepryfte Adam (toneel)
- 1756 Sympathien (proza)
- 1757 Empfindungen eines Christen (proza)
- 1758 Lady Johanna Gray (toneel)
- 1764 Der Sieg der Natur über die Schwärmerey oder die Abentheuer des Don Sylvio von Rosalva (roman)
- 1765 Comische Erzählungen (proza)
- 1767 Geschichte des Agathon (roman)
- 1768 Musarion[1] oder die Philosophie der Grazien (epos)
- 1768 Idris und Zenide (epos)
- 1771 Der neue Amadis (epos)
- 1772 Der goldene Spiegel (roman)
- 1773 Der Teutsche Merkur (maandblad, vanaf 1790 Der neue Teutsche Merkur)
- 1780 Oberon (epos)
- 1781 Die Abderiten, eine sehr wahrscheinliche Geschichte (roman)
- 1788 Peregrinus Proteus (roman)
- 1789 Lulu oder die Zauberflöte (epos)
- 1788-'89 Lukian von Samosata: alle werken (vertaling)
- 1799 Agathodämon (roman)
- 1802 Aristipp (roman)
- 1805 Krates und Hipparchia